# Mueang Saraburi (huyện)
Mueang Saraburi (tiếng Thái: เมืองสระบุรี) là huyện thủ phủ (Amphoe Mueang) của tỉnh Saraburi, miền trung Thái Lan.

## Địa lý
Các huyện giáp ranh (từ phía bắc theo chiều kim đồng hồ) là: Chaloem Phra Kiat, Kaeng Khoi, Wihan Daeng, Nong Khae, Nong Saeng và Sao Hai.

## Hành chính
Huyện này được chia thành 11 phó huyện (tambon), các đơn vị này lại được chia ra thành 77 làng (muban). Thị xã (thesaban mueang) Saraburi nằm trên toàn bộ tambon Pak Phriao. Thị trấn (thesaban tambon) Phok Phaek nằm trên một phần tambon Nong No. Kut Nok Plao và Takut là hai thị trấn mới được lập gần đây.
| 1.  | Pak Phriao   | ปากเพรียว   |  |
| 5.  | Dao Rueang   | ดาวเรือง    |  |
| 6.  | Na Chong     | นาโฉง      |  |
| 7.  | Khok Sawang  | โคกสว่าง    |  |
| 8.  | Nong No      | หนองโน     |  |
| 9.  | Nong Yao     | หนองยาว    |  |
| 10. | Pak Khao San | ปากข้าวสาร  |  |
| 11. | Nong Pla Lai | หนองปลาไหล |  |
| 12. | Kut Nok Plao | กุดนกเปล้า   |  |
| 13. | Taling Chan  | ตลิ่งชัน      |  |
| 14. | Takut        | ตะกุด       |  |

Các con số không có trong bảng này là tambon nay tạo thành huyện Chaloem Phra Kiat.